# HD 90853
HD 90853 è una stella gigante brillante bianco-gialla di magnitudine 3,83 situata nella costellazione della Carena. Dista 1042 anni luce dal sistema solare.

## Osservazione
Si tratta di una stella situata nell'emisfero celeste australe. La sua posizione è fortemente australe e ciò comporta che la stella sia osservabile prevalentemente dall'emisfero sud, dove si presenta circumpolare anche da gran parte delle regioni temperate; dall'emisfero nord la sua visibilità è invece limitata alle regioni temperate inferiori e alla fascia tropicale. Essendo di magnitudine 3,8, la si può osservare anche dai piccoli centri urbani senza difficoltà, sebbene un cielo non eccessivamente inquinato sia maggiormente indicato per la sua individuazione.
Il periodo migliore per la sua osservazione nel cielo serale ricade nei mesi compresi fra febbraio e giugno; nell'emisfero sud è visibile anche per buona parte dell'inverno, grazie alla declinazione australe della stella, mentre nell'emisfero nord può essere osservata limitatamente durante i mesi primaverili boreali.

## Caratteristiche fisiche
La stella è una gigante brillante bianco-gialla con una massa 7 volte quella solare, è oltre 5000 volte più luminosa della nostra stella e la sua età è di poco superiore ai 40 milioni di anni; possiede una magnitudine assoluta di -3,69 e la sua velocità radiale positiva indica che la stella si sta allontanando dal sistema solare.